# Bödexen
Bödexen est un district de la ville de Höxter, dans l'est de la Rhénanie-du-Nord-Westphalie, Allemagne. Le village est de 203 mètres au-dessus du niveau des mers. Dans le nord de Bödexen est le Köterberg la plus haute montagne Weserbergland avec 495 mètres. Le ruisseau coule à travers Saumer Bödexen. Avec une étendue de 21,58 km² et 960 habitants, Bödexen est le troisième plus petit district urbain de Höxter.